# جدید خان پاتان
جدید خان پاتان (انگلیسی: Jadid Khan Pathan؛ زادهٔ ۶ ژانویهٔ ۱۹۸۹) بازیکن فوتبال اهل پاکستان است.
وی همچنین در تیم‌های ملی فوتبال زیر ۲۳ سال پاکستان و پاکستان بازی کرده است.